# Greci di Albania
I greci d'Albania, noti anche come nordepiroti, epiroti del nord o vorioepiroti (in greco Βορειοηπειρώτες?, Voreioīpeirōtes; in albanese Vorioepirot), sono una minoranza etnico-linguistica greca stanziata in Albania.
La minoranza greca in Albania è presente nella porzione meridionale del paese, nella regione storica dell'Epiro settentrionale (parte del più ampio Epiro), soprattutto nelle prefetture di Argirocastro, Berat, Coriza e Valona. La minoranza greca è riconosciuta ufficialmente sia dal governo greco che da quello albanese.
L'effettiva dimensione della minoranza greca in Albania è oggetto di controversie tra le autorità albanesi e quelle greche. Secondo l'ultimo censimento albanese del 2011 le persone che si identificano come appartenenti alla minoranza greca sarebbero 24 243, in ampio declino rispetto alla popolazione registrata in occasione del censimento del 1989 (che usò tuttavia criteri oggettivi come la lingua) che segnalava la presenza di 58 758 persone di etnica greca in Albania; fonti greche sostengono invece che la minoranza greca in Albania ammonti a circa 150000-400000 persone.

## Storia

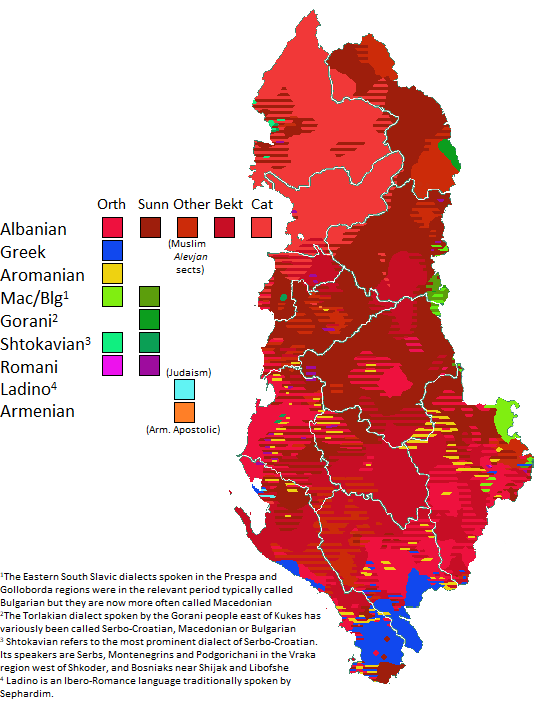
La distribuzione delle minoranze in Albania. In blu, i territori albanesi abitati dalla minoranza greca

Nell'ambito della prima guerra balcanica, col conseguente indebolimento dell'Impero ottomano a favore della Lega Balcanica, i sentimenti nazionalisti albanesi portarono alla proclamazione d'indipendenza dagli ottomani nel 1912 e alla formazione di un governo provvisorio albanese. La creazione di uno Stato albanese fu fortemente caldeggiata dall'Impero austro-ungarico e dal Regno d'Italia e divenne effettiva col trattato di Londra del 30 maggio 1913. La spartizione dei territori ottomani fu oggetto di una successiva commissione internazionale nel settembre 1913, focalizzata sulla determinazione del confine tra Albania e Grecia, con particolare riguardo alla regione dell'Epiro, la cui porzione settentrionale fu assegnata all'Albania. L'assegnazione dell'Epiro settentrionale all'Albania fu fortemente caldeggiata da Austria-Ungheria ed Italia, venendo accettata dal Primo ministro greco Eleutherios Venizelos, interessato al riconoscimento alla Grecia di alcune isole nel mar Egeo nord-orientale.
Nella regione dell'Epiro settentrionale, secondo il censimento ottomano del 1908, erano presenti circa 128 050 persone di religione ortodossa, identificabili linguisticamente in larga parte come greci (una piccola parte parlava esclusivamente greco, mentre la maggioranza era bilingue ma alfabetizzata solo col greco). La cessione della regione all'Albania portò alla dichiarazione d'indipendenza della Repubblica Autonoma dell'Epiro del Nord da parte di Georgios Christakis-Zografos, con capitale ad Argirocastro, contestando la mancanza di autonomia e di garanzie per la tutela dei diritti umani della minoranza greca; la proclamazione della Repubblica non fu sostenuta apertamente dalla Grecia, che proseguì invece nella sua opera di cessione della regione alle autorità albanesi. Dopo vari conflitti armati il 17 maggio 1914 fu firmato il protocollo di Corfù, che garantì autonomia alla regione ma sempre sotto il dominio del Principato d'Albania. Il protocollo tuttavia non fu mai attuato a causa della cristi politica in Albania a seguito dello scoppio della prima guerra mondiale e così l'esercito greco, ottenuta l'autorizzazione da parte delle principali potenze europee, occupò nuovamente la regione. L'instabilità politica greca, che portò allo Scisma Nazionale, spinse le truppe italo-francesi (già impegnate nella campagna di Albania) ad occupare il Nord Epiro. Alla fine del conflitto mondiale l'area, inizialmente destinata alla Grecia in base ai termini della conferenza di pace di Parigi del 1919 e all'accordo Venizelos-Tittoni, fu invece ceduta nuovamente all'Albania.
Il Parlamento albanese approvò nel 1922 la Dichiarazione dei diritti delle minoranze che tuttavia disattese i punti del protocollo di Corfù poiché tali diritti erano riconosciuti solamente ad una zona circoscritta (nei pressi di Argirocastro, Saranda e Himara) e non prevedevano alcuna forma di autonomia locale.
Nei due dopoguerra la popolazione greca in Albania subì numerose forme di discriminazione tra cui: il divieto di parlare la lingua greca al di fuori delle riconosciute "zone di minoranza" e come lingua ufficiale all'interno di tali zone, l'albanizzazione di numerosi toponimi greci, la chiusura di scuole di lingua greca e di monasteri greco-ortodossi. Durante il regime comunista furono inasprite inoltre le misure contro la religione, andando a proibire l'utilizzo di nomi evangelici. Secondo i leader della minoranza greca, l'esistenza delle comunità greche al di fuori delle "zone di minoranza" è ancora negato.
Dopo la caduta della Repubblica Popolare Socialista fu formato il movimento Omonoia, che sotto forma di partito politico partecipò alle prime elezioni pluraliste del paese dalla seconda guerra mondiale, ottenendo cinque seggi all'Assemblea dell'Albania. In ottemperanza alla legge 7501 del 1991 l'organizzazione è stata bandita dalle elezioni politiche, poiché basata su basi religiose, etniche e regionali, ed è stata sostituita sul versante politico dal neonato Partito dell'Unione per i Diritti Umani. Le tensioni tra le autorità albanesi e la minoranza greca si sono acuite particolarmente nel 1993 con l'espulsione dell'archimandrita Chrysostomos Maidonis, considerato colpevole di aver promosso l'ellenizzazione e l'annessione dell'Albania meridionale alla Grecia; l'espulsione di Maidonis suscitò forti proteste in Albania, represse con violenza dalla Polizia, e in risposta il governo greco espulse circa 100 000 immigrati clandestini albanesi. Ulteriore punto di svolta fu l'incidente di Peshkëpi del 10 aprile 1994, nel quale furono uccisi due soldati albanesi da membri mai identificati di un'organizzazione paramilitare nazionalista greca; poco tempo dopo alcuni esponenti di Omonoia furono arrestati dalle autorità greche al confine con l'Albania.